# Král je mrtev, ať žije král

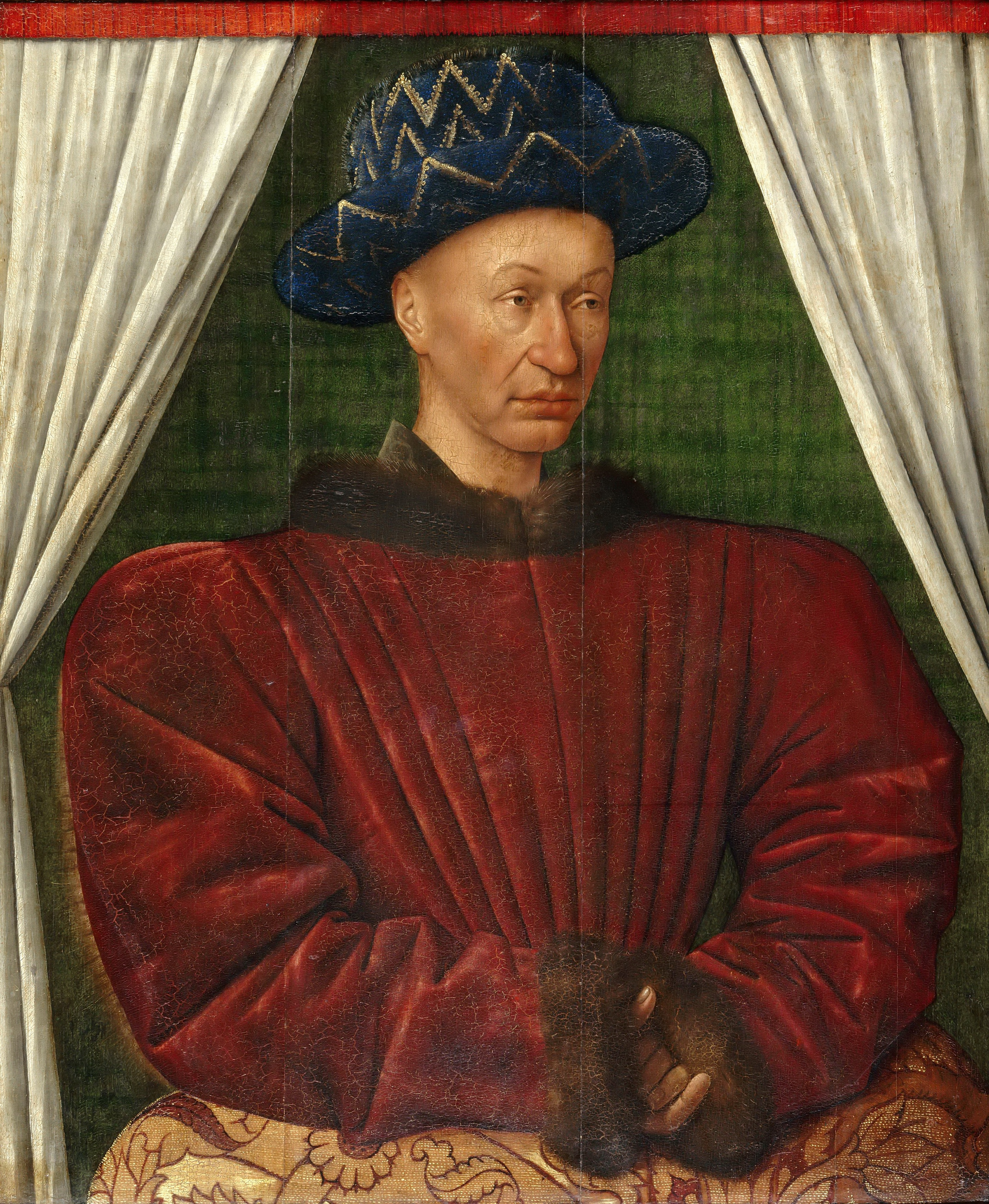
Karel VII. – francouzský král

Král je mrtev, ať žije král! (francouzsky Le Roi est mort, vive le Roi!) je proslulá tradiční fráze pronášená v souvislosti se jmenováním nového panovníka.
Věta patrně pochází z doby, kdy byl v roce 1422 po smrti svého otce Karla VI. prohlášen králem Karel VII. Ve Francii bylo provolání králem podle tradice činěno vévodou z Uzès, francouzským pairem, když byla rakev s ostatky předchozího krále uložena v bazilice Saint-Denis. Věta vychází ze zákona le mort saisit le vif (česky: smrt bere živé), přičemž panovnický titul přecházel na dědice bezprostředně po smrti předešlého panovníka.
V době, kdy byla francouzština hlavním jazykem anglické aristokracie, věta rychle zdomácněla jako reprezentant této tradice – ta má v Anglii svůj počátek v roce 1272, kdy zemřel král Jindřich III., zatímco se jeho syn Eduard I. účastnil osmé křížové výpravy. Aby se předešlo občanské válce o následnictví, Královská rada vyhlásila zákon „trůn není nikdy prázdný; země není nikdy bez panovníka“. Eduard tak byl okamžitě prohlášen králem a „kraloval“, aniž by o tom věděl, až do doby, kdy se dověděl o smrti svého otce a vrátil se do Anglie.
Někteří lidé se domnívají, že věta Le Roi est mort, vive le Roi! je součástí oficiálního obřadu, ale spíše se jedná jen o ústní tradici.[zdroj⁠?!]

## Další užití
Větu v originální francouzské verzi použila německá hudební formace Enigma jako název svého alba z roku 1996.